# Yaya DaCosta
Yaya DaCosta, nascida Camara DaCosta Johnson (Nova Iorque, 15 de novembro de 1982), é uma modelo, cantora e atriz norte-americana, conhecida por sua participação no reality show America's Next Top Model.

## Biografia
Nascida no bairro nova-iorquino do Harlem, Yaya provem de uma família multiétnica; ela é descendente de africanos, brasileiros, índigenas americanos e irlandeses, e é fluente em português, francês, espanhol, e intermediária em japonês, além de seu inglês nativo. Yaya é formada em Estudos Africanos e Relações Internacionais na Universidade Brown e é ativista pelos direitos das mulheres.

## Vida pessoal
Em 2004, Yaya participou da terceira temporada do reality show americano America's Next Top Model, no qual foi a segunda colocada, perdendo apenas para a vencedora Eva Pigford. Após sua participação no programa, foi contratada pela Ford Models, apareceu em campanhas da Garnier Fructis, Oil of Olay, Seda, Sephora, Dr. Scholl's, dentre outras, e em editoriais das revistas Vogue, L'Officiel e W.
Deu início a sua carreira de atriz em 2005, quando fez uma participação especial em um episódio da série Eve. Depois, Yaya contracenou com Rob Brown, Antonio Banderas, Alfre Woodard no filme Vem Dançar. Durante os anos de 2008 e 2009 esteve no musical da Broadway "The First Breeze of Summer".
Em 2009, interpretou Nico Slater, filha de Wilhelmina Slater, na série da ABC Ugly Betty.
Em 2010, fez uma participação especial nos filmes Minhas Mães e Meu Pai e Tron: O Legado assim como participou da 8ª temporada de House.
Em 2013 atuou no filme O Mordomo.
Em 2015, deu início ao papel de April Sexton, uma enfermeira, na série da NBC Chicago fire, e dando continuidade ao Spin-off Chicago Med, fazendo parte do elenco principal.
Em 27 de outubro de 2022, Yaya DaCosta foi anunciada como reforço da série O Poder e a Lei, da Netflix. No drama jurídico, ela irá interpretar uma promotora que nunca perdeu um caso no tribunal.